# Ambasada RP w Nikozji
Ambasada Rzeczypospolitej Polskiej w Nikozji (ang. Embassy of the Republic of Poland in Nicosia) – polska misja dyplomatyczna w stolicy Cypru.

## Struktura placówki
- Referat ds. Konsularnych
- Referat ds. Polityczno-Ekonomicznych
- Referat ds. Administracyjno-Finansowych

## Historia
Polska nawiązała stosunki dyplomatyczne z Republiką Cypryjską w 1961. W 1981 działalność ambasady została na pewien czas zawieszona.

## Konsulat honorowy RP na Cyprze
Konsulat honorowy RP znajduje się w Limassolu, kieruje nim Leandros Papaphilippou.